# Partido Nacional Libertario
Die Partido Nacional Libertario (Auf Deutsch: Nationallibertäre Partei) ist eine rechtspopulistische chilenische politische Partei, die von Johannes Kaiser geführt wird. Sie wurde von fünf libertären Mitgliedern der nationalkonservativen Republikanischen Partei in der Abgeordnetenkammer gegründet.
Die Partei wurde am 12. Juli 2024 gegründet und befindet sich derzeit im Legalisierungsprozess durch den Wahldienst. Die Partei hat mehr als 	45.162 Unterschriften in 13 der 16 Regionen des Landes vorgelegt.
Die Partei beabsichtigt, Johannes Kaiser als Kandidaten für die Präsidentschaftswahlen 2025 aufzustellen.

## Geschichte
Die Nationallibertäre Partei wurde um die Figur des Politikers Johannes Kaiser und aufgrund der Unzufriedenheit anderer abtrünniger Mitglieder der Republikanischen Partei gegründet.
Politische Analysten erklärten, dass diese Unzufriedenheit unter den „puristischen“ Mitgliedern auf die Leistung der Partei und ihre Unterstützung für den Verfassungsentwurf von 2023 zurückzuführen sei.
Darüber hinaus führten sie Kaisers wachsenden Bekanntheitsgrad und die Gründung der Partei auf ein breiteres Phänomen zurück, das mit dem Aufstieg disruptiver Figuren aus dem rechten Spektrum wie Javier Milei oder Donald Trump zusammenhängt.
Die Partei wurde am 12. Juli 2024 gegründet und hält derzeit fünf Sitze in der Abgeordnetenkammer von Chile.
Obwohl zunächst die Kandidatur von Johannes Kaiser in den Vorwahlen von Chile Vamos für die Präsidentschaftswahl in Chile 2025 in Betracht gezogen wurde, wurde diese Option nach der Genehmigung des Rentenreformprojekts durch die Koalition verworfen.
Kaiser hat jedoch seine Bereitschaft bekundet, an einer Vorwahl mit Kandidaten der Christlich-Soziale Partei und der Republikanischen Partei teilzunehmen.

## Ideologie
Mehrere Medien haben die Partei als rechtsextrem eingestuft, obwohl die Partei selbst und Johannes Kaiser sie als rechts beschreiben.
Auf Nachfrage erklärte Kaiser, dass er nicht an die Existenz der extremen Rechten glaube und sagte: "Wir haben keine Waffenlager, wir greifen unsere politischen Gegner nicht gewaltsam an [...] Ich würde es eher eine 'konsequente' oder 'fundamentalistische' Rechte nennen".

## Führung
Die provisorische Führung der Nationallibertären Partei setzt sich zusammen aus:
- Präsident: Johannes Kaiser.
- Vizepräsident: Hans Marowski.
- Generalsekretär: Juan Antonio Urzúa Meneses.
- Stellvertretende Sekretärin: Karina Sapunar.

## Abgeordnete
Die Nationallibertären Partei hat sechs Abgeordnete für die Legislaturperiode 2022–2026:
| Name                                   | Region        | Distrikt |
| -------------------------------------- | ------------- | -------- |
| Johannes Kaiser Barents-Von Hohenhagen | Metropolitana | 10       |
| Gonzalo de la Carrera                  | Metropolitana | 11       |
| Gloria Naveillán                       | Araucanía     | 22       |
| Cristóbal Urruticoechea                | Biobío        | 21       |
| Leonidas Romero                        | Biobío        | 20       |
| Cristián Labbé Martínez                | Metropolitana | 8        |